# Patrick Gellineau
Patrick "Pat" Gellineau (nascido em 3 de setembro de 1951) é um ex-ciclista trinitário-tobagense que competiu nos Jogos Olímpicos de Verão de 1972 para Trinidad e Tobago.